# Коректор (професия)
Вижте пояснителната страница за други значения на Коректор.
Коректор (от латински: corrector) е специалист, който поправя печатни и граматически грешки в набран текст преди окончателното му отпечатване (публикуване).
| „ | Като стана в румънския град Браила коректор, а след това и сътрудник на в. „Дунавска зора“, Ботев помества там стихотворението „Към брата си“. (Г. Бакалов) | “ |

Коректорът може да е сътрудник в издателство, в друга електронна или печатна медия, който отстранява правописни, граматически и пунктуационни грешки, преди предоставяне материала за публикуване или излъчване.
Възможно е един материал да се коригира няколко пъти – преди и след редакторската намеса.
Докато за редактора могат да възникнат авторски права върху материала, такива права не се пораждат за коректора.
Имената на коректора се посочват в колофона, сред тези на автора, преводача, редактора (редакторите), художника, дизайнера.